# 格连·古尔德

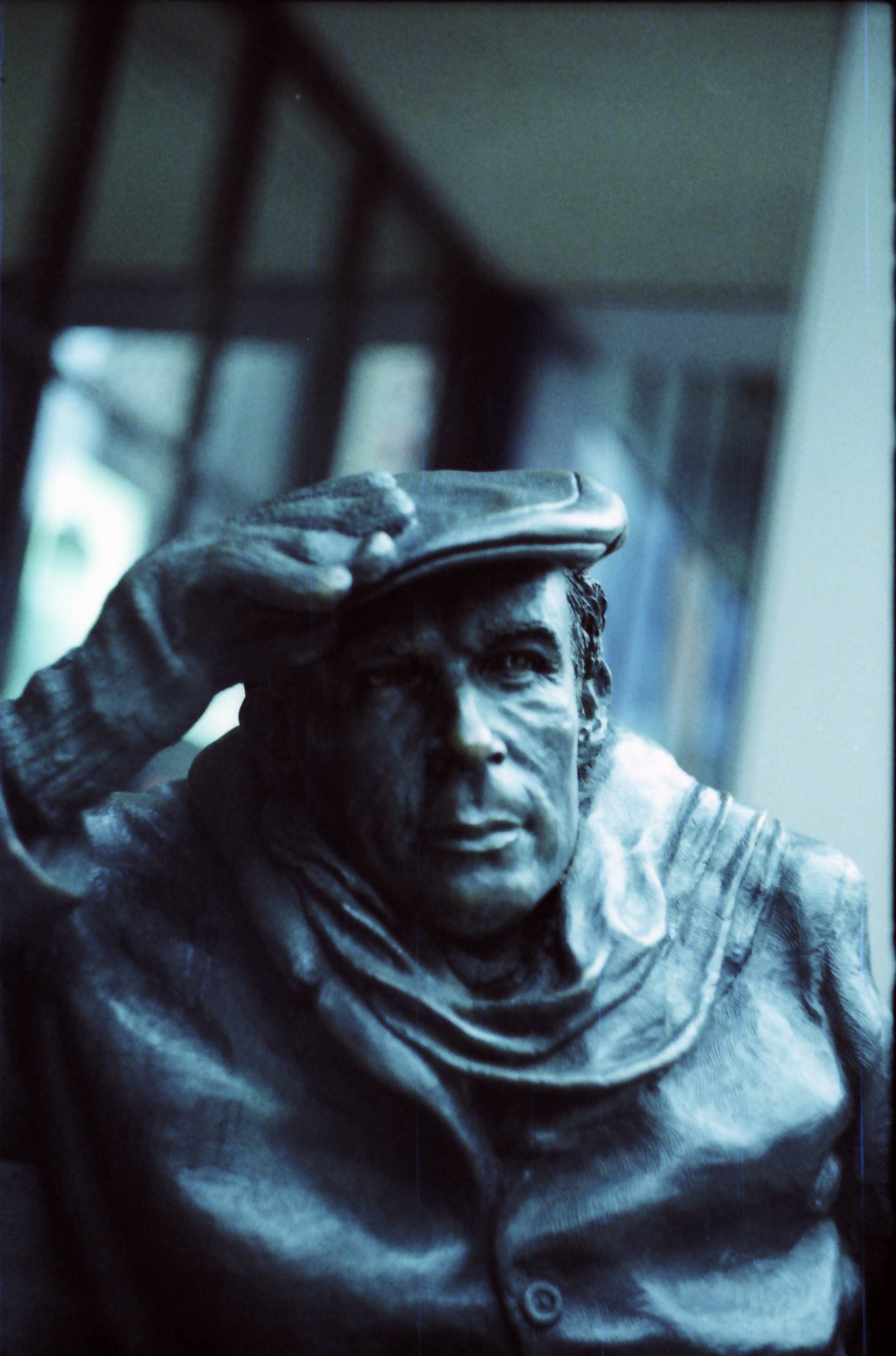
多伦多CBC公司总部门前的顧爾德坐像。

格伦·赫伯特·顧爾德（英語：Glenn Herbert Gould，1932年9月25日—1982年10月4日），加拿大鋼琴家，被公認為是20世紀最著名的古典鋼琴家之一，并以演奏约翰·塞巴斯蒂安·巴赫的乐曲而闻名於世。古尔德的演奏以非凡的技术和表达巴赫音乐对位结构的能力而著称。
古尔德拒绝了肖邦、李斯特、拉赫玛尼诺夫等人的大部分标准浪漫主义钢琴作品，而主要选择巴赫和贝多芬，以及一些晚期浪漫主义和现代主义作曲家。虽然古尔德主要录制巴赫和贝多芬，但他曲目多样，包括莫扎特、海顿和勃拉姆斯的作品；前巴洛克作曲家，如扬·彼得松·斯韦林克、威廉·伯德和奥兰多·吉本斯；及20世纪作曲家，包括保罗·欣德米特、阿诺尔德·勋伯格和理查德·施特劳斯。古尔德以他的怪癖而闻名，从他非正统的音乐诠释和键盘习惯到他的生活方式和行为的各个方面。他於31歲（1964年）以后停止举办音乐会，转向录音和其他項目。
古尔德同時也是一位管风琴家、廣播節目主持人、作曲家和指挥家。他是一位多产的音乐期刊撰稿人，在这些文章中他讨论了音乐理论并简述了他的音乐哲学。他出现在电视和广播节目中，并制作了三部关于加拿大偏远地区的具象音乐广播纪录片《孤独三部曲》（Solitude Trilogy）。尽管古尔德主要作为钢琴家而闻名，但他以指挥瓦格纳的《齐格弗里德牧歌》的录音结束了他的音乐生涯。

## 生平

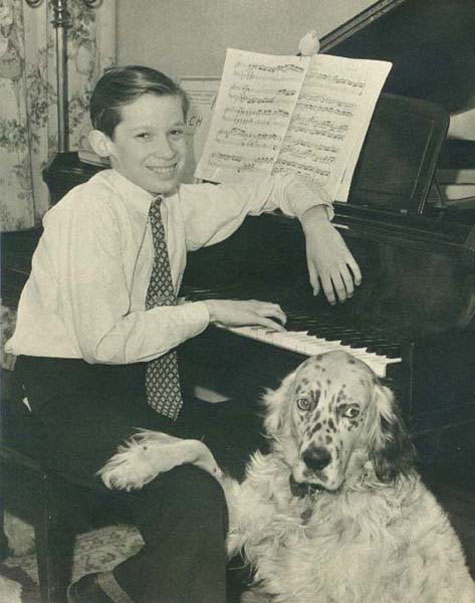
1946年2月时的顧爾德与他的狗，尼克（Nick）。

1932年9月25日，顧爾德出生在加拿大安大略省多伦多市。他的外祖父是挪威作曲家格格（Edvard Grieg）的表亲。童年时代从母亲学钢琴，十岁进入多伦多皇家音乐学院学习钢琴、管风琴和音乐理论，他的钢琴老师是一位智利的作曲家、钢琴家，名為Alberto Guerrero。
1945年，顧爾德十三岁，第一次作管风琴演出。1946年，顧爾德在多伦多交响乐队伴奏下演奏贝多芬《第四钢琴协奏曲》。
1955年，他第一次在美國華盛頓演出，演奏的曲目是巴赫的哥德堡變奏曲，經由這次的演出機會，顧爾德與哥倫比亞廣播公司簽約，於同年6月26日起至錄音室錄製同一首演出曲目。評論認為，這次錄音是顧爾德生涯「真正的起點」。
1957年，顧爾德前往苏联演出，成为第二次世界大战后第一个到苏联演出的北美音乐家。
1964年，顧爾德在洛杉矶举行最后一次公开演出。此后顧爾德专心从事唱片录音、广播和纪录片制作，写作，偶爾有作曲。
1982年，顧爾德因中风在多伦多逝世，葬于多伦多安乐山公墓（Mount Pleasant Cemetery）。多伦多CBC公司总部门前有顧爾德坐像。

## 評價與特色
顧爾德曾說，他的演奏風格深受羅莎琳·圖雷克的影響，因此顧爾德演奏巴赫时喜歡把每个声部弹得清晰（這個部份是受到圖雷克的影響，因為圖雷克演奏巴赫的曲子的時候也是將每個聲部都彈的很清晰）、无连音，他幾乎不用踏板，并用上不同的音色。他改装了他的史坦威CD318号钢琴，它的音色類似大鍵琴；顧爾德演奏时坐的位置很低，这种坐姿对顧爾德在演奏快速乐段时保持清晰起到了一定作用。但也有人指出，这种姿势不适合演奏19世纪的作品。

## 作品節選

### 商業錄音
顧爾德与J·S·巴赫的《哥德堡变奏曲》（Goldberg Variations，BWV 988）之间建立了一种十分紧密的联系，他常常在独奏会上演奏整部作品或是部份选段。对于这部作品，顧爾德最早的完整录音是在1954年6月21日加拿大廣播公司（CBC）的广播录音。1955年由哥伦比亚唱片（CBS Records）重录，当时，顧爾德才22岁，哥伦比亚唱片的主管认为：「像《哥德堡变奏曲》这样的曲子，是已成名的钢琴家的曲目，不宜初出茅庐的新手」但顧爾德十分有自信，最后还是录了音。1981年，他重录了《哥德堡变奏曲》。而這次的錄音不同于他早期的录音。这两个迥然不同的录音都获得了巨大迴響。顧爾德早年（1955年前後）的录音速度较快；晚年的录音速度則慢了許多。
他还录制了《十二平均律钢琴曲集》、《赋格的艺术》、《创意曲集》、等一大批巴赫的作品。其演奏的《十二平均律》第二册的第一首作品，C大调前奏曲与赋格被美国国家航空航天局（NASA）确定为人类突出贡献，被作为人类文化代表之一应用于数项太空探测计划中。
除此之外，顧爾德还录制了莫扎特、贝多芬、西贝柳斯、奥兰多·吉本斯、斯克里亚宾、欣德米特等其他作曲家的作品。他所录制的阿诺·勋伯格钢琴作品全集亦受到高度赞赏。顧爾德对肖邦的作品评价较低，但也录制过肖邦的《第三钢琴奏鸣曲》。他也曾把瓦格纳的管弦乐改编成钢琴独奏曲并录制了唱片。
一直到1982年顧爾德逝世前，他的唱片已出售1,250,000张；到2000年，顧爾德1981年录制的《哥德堡变奏曲》已出售超过两百万张。在飛利浦古典的《20世紀偉大鋼琴家》當中，亦選入顧爾德的演奏，作為代表性的鋼琴演奏家。以下，是他錄音的部分清單：
约翰·塞巴斯蒂安·巴赫
- 哥德堡变奏曲 BWV 988
  - 1954年6月21日（现场广播录音，加拿大广播电台）[8]
  - 1955年6月10-16日（录音室，CBS）
  - 1958年7月23日（温哥华现场）[9]
  - 1959年8月25日（萨尔茨堡现场，CBS）[10]
  - 1981年4月22日-5月29日（录音室，CBS）
- 觸技曲 BWV 910-916
- 英国组曲  BWV 806-811
- 法国组曲  BWV 812-817
- 法国风格序曲 BWV 831
- 帕蒂塔（德国）组曲 BWV 825-830
- 2部和3部创意曲 BWV 772-801
- 平均律键盘曲集 第一卷 BWV 846-869
- 平均律键盘曲集 第二卷 BWV 870-893
- 前奏曲，赋格曲和Fuguettes
- 意大利协奏曲  BWV 971
- 赋格的艺术 BWV 1080
- 键盘协奏曲 BWV 1052-1056，1058
- 键盘奏鸣曲，小提琴（海梅·拉雷多 ，梅纽因 小提琴奏鸣曲，BWV1017第4号）
- ６首小提琴与羽键琴奏鸣曲 BWV 1012-1019
- 中提琴和羽键琴奏鸣曲，与 伦纳德·罗斯 BWV 1026-1029
- 在 亚历山德罗马塞洛 D小调双簧管协奏曲 （独奏拨弦古钢琴（BWV 974协奏曲“），由约翰·塞巴斯蒂安·巴赫的转录）
- 2赋格主题托马索阿尔比诺尼 ，BWV 950，951
- BWV 903A的幻想，906，917，919
- 2012 顧爾德演奏巴赫全集限量版（包括古尔德生前演奏过的全部巴赫乐曲，共38张光碟）

C·P·E·巴赫
- A小调符第1号腾堡州奏鸣曲（Württemberg Sonata，H30）

贝多芬
- 钢琴小品集（Op.33 & 126）
- 5首钢琴协奏曲
- 钢琴奏鸣曲第1，2，3，5，6，7，8，9，10，12-18，23，24，29，30，31，32号
- 第5号交响曲（李斯特改编的钢琴版）
- 第6号交响曲（李斯特改编的钢琴版）
- c小调32段变奏曲（WoO 80）
- 英雄变奏曲（Op.35）
- F大调主题变奏曲（Op.34）
- 第10号小提琴奏鸣曲（梅纽因）

阿尔班·贝尔格
- 钢琴奏鸣曲（英语：Piano Sonata (Berg)）（Op.1）

乔治·比才
- Premier Nocturne
- Variations Chromatiques

约翰内斯·勃拉姆斯
- 4首敘事曲（Op.10）
- 2首狂想曲（Op.79）
- 10首间奏曲
- 第1号钢琴协奏曲（Op.15）（伦纳德·伯恩斯坦、纽约爱乐乐团）

肖邦
- 第3号钢琴奏鸣曲
- 练习曲（Op.10 No.2）
- 圆舞曲

肖斯塔科维奇
- 钢琴与弦乐五重奏

弗朗索瓦·库普兰
- 帕萨卡利亚8阶

克劳德·德彪西
- 第1号狂想曲（詹姆斯·坎伯改編 钢琴與單簧管）

奥兰多吉本斯
- 索尔兹伯里勋爵的帕文和双人舞
- 幻想中的C大调
- 德国（意大利接地）

爱德华·格里格
- e小调钢琴奏鸣曲（Op.7）

乔治·弗里德里希·亨德尔
- 4首羽管键琴组曲（HWV 426-429）

约瑟夫·海顿
- 钢琴奏鸣曲，第56，58-62号

保罗·亨德米特
- 第1-3号钢琴奏鸣曲
- 全套铜管与钢琴奏鸣曲

费利克斯·门德尔松
- 浪漫曲无假释
- 随想回旋曲

莫扎特
- 全套18首钢琴奏鸣曲
- c小调第24号钢琴协奏曲（K.491）（指挥：沃尔特·萨斯坎德）
- C大调幻想曲与赋格曲（K.394）
- D小调幻想曲（K.397）
- C小调幻想曲（K.475）

弗朗西斯·普朗克
- 晨间音乐 ，舞蹈协奏曲

谢尔盖·普罗科菲耶夫
- 第7号钢琴奏鸣曲（Op.83）
- 2号掠影（行板）

拉威尔
- 圆舞曲

斯卡拉蒂
- 钢琴奏鸣曲K9，K13和K430（1）

阿诺德·勋伯格
- 钢琴作品（Op.11）
- 钢琴协奏曲（Op.42）
- 艺术歌曲（Op.1, 2, 3, 6, 12, 14, 15 & 48）
- 2首艺术歌曲（Op.posth）

罗伯特·舒曼
- 钢琴四重奏（Op.47）

亚历山大·斯克里亚宾
- 奏鸣曲第3号和第5号
- 首前奏曲与杂件...

西贝柳斯
- Sonatinas

理查·施特劳斯
- Burleske D小调钢琴与乐队
- 伊诺克雅顿（Op.38）
- 奥菲莉亚艺术歌曲（Op.67）
- 5钢琴曲集（Op.3）
- 钢琴奏鸣曲（Op.5）
- 四首最后的歌“（与 伊丽莎白施华蔻 ）
- 1月Pieterszoon斯韦林克
- 幻想在D

理查德·瓦格纳
- 打开“名歌手”（古尔德改编）
- 齐格弗里德游览莱茵河 （古尔德改编）
- 齐格弗里德的牧歌，古尔德指挥的13个多伦多交响乐团的音乐家
- 齐格弗里德牧歌（古尔德改编）

安东·韦伯恩
- 9仪器运的协奏曲（Op.24）
- 变奏曲钢琴（Op.27）

## 軼事

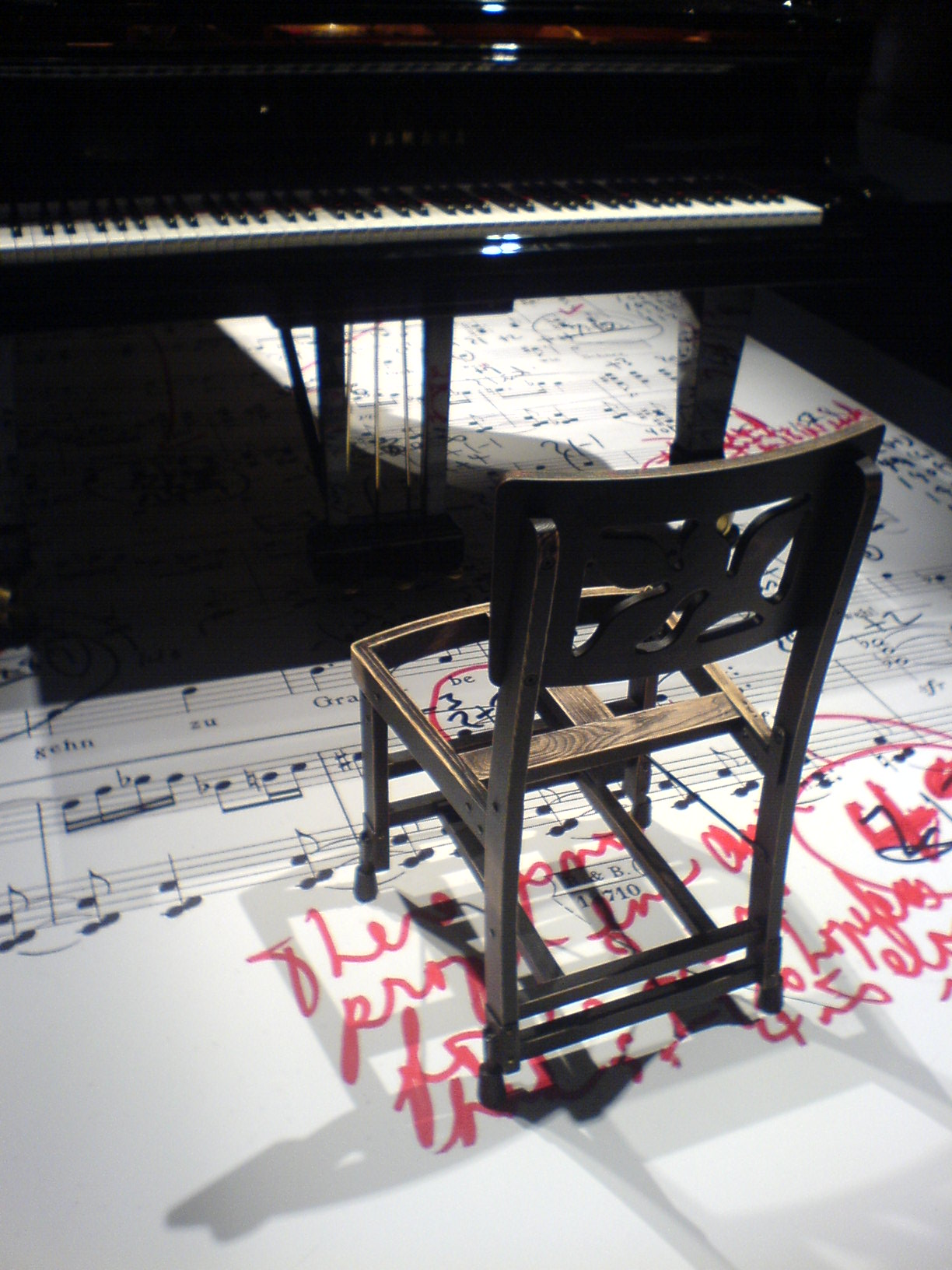
顧爾德的椅子的复制品。

- 顧爾德演奏时总是同时哼唱乐曲。他声称这种哼唱是潛意識的，源于他幼年接受母亲的音乐教育时养成的习惯。他也因演奏时所作出的各种奇怪的身体动作而闻名。顧爾德坚持要坐在他父亲为他制作的一把折叠椅上才能演奏。即使这把椅子已经十分老舊，他仍然坚持要使用它。因此在他留下的录音中，可以听到他的哼唱声和椅子发出的声音。
- 顧爾德总是避免与他人有任何身体接触。后来，他拒绝与他人面对面地交谈，而是通过电话及信件来进行沟通。他也会自己采访自己，并发表采访稿。他终生未婚。他对孤独与隔离特别感兴趣，曾为加拿大广播公司制作有关加拿大北部地区的「实验广播剧」《孤独三部曲》（Solitude Trilogy），反映孤独与隔离对人所产生的影响。他说自己是最后一个清教徒（the last puritan）。
- 顧爾德本人有时并不认为自己是钢琴演奏家，而自认为是广播業者，因为其在加拿大也是广播节目的主持人。此外，他曾声称相对于钢琴演奏而言，自己更喜欢作曲与写作。
- 顧爾德总是穿着暖和的衣服（例如：手套、圍巾、帽子）。
- 顧爾德对某些药物有依赖性。其中的一些药物有副作用，对他的健康产生了不良影响。他对自己的健康状况极度关心，常常为自己测量血压，并担心自己的手的安全。

## 外部連結
- 格连·古尔德的Discogs页面（英文）